# Annie Wall
Annie Helida Wilhelmina Wall, född 18 augusti 1863 i Skultuna, död 26 april 1945 i Oslo, var en svensk författare och skribent. 

## Biografi
Wall föddes i Skultuna i Västmanlands län 1863. Hon var dotter till filosofie doktor Carl Fredrik Wall och hans fru Hilma Catharina Wennerlund. Hon var bosatt i Oslo under delar av sitt författarskap. 1890 var hon anställd vid Försäkringsbolaget Bore. Hon bodde i perioder med sin syster Hilma Kristina Wall (född 8 oktober 1853), och förblev ogift.

### Tryckta böcker
- Lurans öden och äventyr. Med illustrationer, av Aina Masolle. Uppsala. (tryckt. i Mariestad) 1931.

### Skrifter
- Bilder från Wien. Sthlm 1914.
- Romerska miniatyrer. Sthlm 1914.
- Ein irrgeführtes Volk. Eindrücke und Tagebuchaufzeichnungen einer Neu-tralen aus Rom im Winter und Friijahr 1915. Aus dem Schwedischen iibersetzt. Wien ■& Lpz. 1916.
- The nameless country. Lund 1925.
- Omkring Christian Michelsen och 1905. Oslo 1925.
- What is being planned in the East? Lund 1925.
- The martyrdom of the South Tyrol. Lund 1926.
- Människor jag mötte. Oslo 1926.
- To the people, president, sente and financiers of the United States. The Italian terror in the South Tyrol. Lund 1928.
- Flickorna på Hjulsta. Minnen från den Zanderska pensionen. Uppsala: Lindblad. 1930. Libris j04x1mqhgr1h3wf4. https://hdl.handle.net/2077/75221